# ヒミツのちからんど
ヒミツのちからんどは、NHK教育テレビジョンで2008年4月5日から2011年3月26日まで放送されたテレビ番組である。

## 概要
元々この番組は、NHK番組たまごから生まれた番組である。
どこかの地下にある「ちからんど」に、管理人のモグライアンとホリ、子供達が集まり、「ちからマスター」と呼ばれるゲストに指導されながら、子供達が様々な事に挑戦する。挑戦するジャンルは、音楽、体育、アートの3つ。それぞれのジャンルによって子供の出演者は決まっており、その中から毎回数人が出演する。また、不定期で公開収録が行われ、ホリ、モグライアンとちからマスターが小学校で児童と収録をする。
スタジオのセットとキャラクターのモグライアンはCGによって作られている。

## コーナー
クイズ！ちからんど
モグライアンが出す様々なクイズに、子供たちとホリが答える。
ヒミツの小部屋
その回のテーマに関するものを、モグライアンとちからマスターが紹介する。

## 出演者
- 司会
  - ホリ
- 声の出演
  - 植竹香菜（ナレーション）
  - 神奈月（モグライアン 役）
- こども出演者
  - アートのちから
    - 金子宙
    - ラポートジョンマイケル
    - 松橋啓介
    - 流川ゆうり（→ 紫藤るい）
    - 藤沢あおい
    - 竹内夏紀

  - 音楽のちから
    - 大坪龍矢
    - 高瀬育海
    - ナディーム音澄真
    - 桜井皇羽
    - 石川智彩
    - 小松愛莉菜
    - 村上美優

  - からだのちから
    - 鈴木美憂
    - 大越伸武広
    - 桜本脩平
    - 安田敦
    - 井上くれあ
    - 神田結衣
    - 矢島絢子
    - 新井ありさ

## 放送時間
- 2008年4月 - 2011年3月（平成22年度）
  - 本放送：土曜日 18:50 - 19:15
- 2008年4月 - 2009年3月（平成20年度）
  - 再放送：翌週土曜日 10:05 - 10:30
- 2009年4月 - 2010年3月（平成21年度）
  - 再放送：翌週土曜日 10:30 - 10:55
- 2010年4月 - 2011年3月（平成22年度）
  - 再放送：翌週土曜日 13:30 - 13:55（東海・北陸地方を除く）

## 前番組
2007年4月 - 2008年3月（平成19年度）は『音楽のちから』（2007年4月 - 6月、2008年1月）、『アートのちから』（2007年7月 - 9月、2008年2月）、『からだのちから』（2007年10月 - 12月、2008年3月）と、3か月単位で分野ごとに番組タイトルをかえて放送した（2008年1月 - 3月は前記の再放送）。なお、ホリは前番組から引き続き出演しているが、番組名によって衣装が異なる。
- 2007年4月 - 2008年3月（平成19年度）
  - 本放送：土曜日 7:00 - 7:25
  - 再放送：日曜日 17:00 - 17:25